# 15887 Daveclark
15887 Daveclark eller 1997 ER26 är en asteroid i huvudbältet som upptäcktes den 4 mars 1997 av Spacewatch vid Kitt Peak-observatoriet. Den är uppkallad efter amatörastronomen David Leslie Clark.
Asteroiden har en diameter på ungefär 8 kilometer.